# Fort Gadsden
Le fort Gadsden est situé dans le comté de Franklin, en Floride, le long de l'Apalachicola River. Le site contient les ruines de deux forts, dont le premier fut construit en 1814 par les Britanniques et le second, par le Lieutenant James Gadsden, en 1818. Il fut connu sous divers noms en fonction des époques, dont Prospect Bluff Fort, Nichol's Fort, British Post, Negro Fort, African Fort et Fort Apalachicola. Inscrit au Registre national des lieux historiques, le Fort Gadsden Historic Site est sous la responsabilité du Service national des forêts. Il est un National Historic Landmark depuis 1972.